# فلادو سينجر
فلادو سينجر هو سياسي كرواتي، ولد في 21 أكتوبر 1908 في فيروفيتيكا في كرواتيا، وتوفي في 1 أكتوبر 1943 في Stara Gradiška concentration camp ‏ في كرواتيا.